# Enota za protokol Slovenske vojske
Enota za protokol Slovenske vojske (kratica: EPROT) (angl.: Slovenian Army Protocol Unit), je protokolarna enota Slovenske vojske, katere pripadniki opravljajo raznolike ter specializirane naloge, ki presegajo naloge gardistov.
Večkrat se v javnosti za celotno enoto uporablja naziv Garda SV, kar sicer pogovorno deloma ustreza njenim aktivnostim in nalogam, v resnici pa gre za širše oblikovano vojaško enoto, katere pristojnosti in naloge so tako različne, da so se nadrejeni odločili za naziv Enota za protokol.

## Naloge
Enota za protokol je odgovorna za organizacijo in izvedbo gardnih, glasbenih in vojaških protokolarnih nalog, ki se za potrebe Protokola Republike Slovenije, Protokola Ministrstva za obrambo RS in Slovenske vojske izvajajo tako v Sloveniji kot v tujini.

## Opis in organiziranost
Enoto za protokol, kot namensko oblikovano enoto Slovenske vojske sestavljajo:
- Poveljstvo enote za protokol
- Garda Slovenske vojske
- Orkester Slovenske vojske (ORKSV)
- Oddelek za podporo delovanja (OPOD).

### Sestava
V tako oblikovani enoti je predvidenih 100 pripadnikov redne sestave, v primeru potreb po večjem številu v posameznih postrojih pa se enota dopolni še z dodatnimi 80 vojaki, preko sistema taktične kontrole (TACON), kar pomeni, da v to skupino spadajo vojaki, ki sicer ustrezajo strogim merilom izbora in so za izvajanje osnovnih gardnih nalog primerno usposobljeni, vendar svoje naloge opravljajo v drugih enotah Slovenske vojske. Ti se na podlagi zahtevka javijo v Enoto za protokol Slovenske vojske, kjer sodelujejo pri izvedbi nujnih protokolarnih in vojaških nalog.
Skladno z razpoložljivostjo in kadrovskimi zmožnostmi EPROT s pripadniki Poveljstva in Garde SV sodeluje v aktivnostih Slovenske vojske, povezanih s pomočjo Policiji pri varovanju državne meje.

### Oddelek za podporo delovanja
Oddelek je namenjen za izvajanje logistične podpore pri izvedbi gardnih, vojaških protokolarnih in glasbenih nalog Enote za protokol. V okviru svojih nalog je odgovoren za:
- zagotavljanje logistične podpore (oskrba, premiki in transport, namestitev, vzdrževanje),
- zagotavljanje skladiščnega in materialnega poslovanja,
- zagotavljanje delovanja skladišča intendantske opreme, zadolževanje in razdolževanje ter skrb za vzdrževanje artiklov uniform,
- izvajanje pomoči pri izvedbi koncertno snemalne dejavnosti v vlogi tehnične ekipe,
- zagotavljanje prevozov s cestnimi vozili iz avtoparka Enote za protokol,
- zagotavljanje kurirske službe za potrebe Enote za protokol, v primerih izpada redne kurirske službe.

## Zgodovina
Iz pripadnikov poprejšnje Častne enote TO so 17. oktobra 1997 ustanovili 12. gardni bataljon Slovenske vojske. Bataljon je bil razpuščen leta 2003, njegove naloge je prevzela delovna skupina Enota za protokol, ki je bila sestavljena iz nekdanjih 24 pripadnikov 12. gardnega bataljona. Delovni skupini je poveljeval stotnik Gorazd Puconja vse do leta 2005, ko je vojaško enoto prevzel nadporočnik Uroš Trinko. V času njegovega vodenja se je delovna skupina Enota za protokol uradno preimenovala v Enoto za protokol Slovenske vojske. Poveljstvo enote je s 1. junijem 2007 prevzel stotnik, sedaj podpolkovnik Marko Hlastec.

### Razvoj
- 12. gardni bataljon SV (1997 - 2003)
- Enota za protokol - delovna skupina SV (2003 - 2005)
- Enota za protokol SV (2005 - danes)

## Poveljstvo
Poveljnik Enote za protokol:
- podpolkovnik Marko Hlastec

## Odlikovanja in priznanja
Garda Slovenske vojske:
- Red za zasluge (15.3.2017)[2]

Orkester Slovenske vojske:
- Zlata medalja Slovenske vojske (1996)

Enota je prejela tudi večje število plaket, diplom in pohval poveljstev, enot in zavodov SV, podjetij, društev, zvez, posameznih tujih in domačih politikov, diplomatov, veleposlanikov ter vodij protokola Republike Slovenije.